# Roland Szolnoki
Roland Szolnoki (ur. 21 stycznia 1991 w Morze) – węgierski piłkarz grający na pozycji prawego obrońcy. Od 2018 jest zawodnikiem klubu Puskás Akadémia FC.

## Kariera klubowa
Swoją karierę piłkarską Szolnoki rozpoczął w 2002 roku w klubie Videoton FC. W 2005 roku podjął treningi w juniorach FC Felcsút. W 2009 roku wrócił do Videotonu i zaczął grać w jego rezerwach. W sezonie 2009/2010 awansował z nim z trzeciej ligi do drugiej ligi. W 2011 roku został członkiem pierwszego zespołu Videotonu. W nim w pierwszej lidze zadebiutował 24 lipca 2011 w wygranym 4:0 domowym meczu z Paksi FC. W sezonach 2011/2012 i 2012/2013 wywalczył z Videotonem dwa wicemistrzostwa Węgier. W sezonie 2011/2012 zdobył również w Puchar Ligi Węgierskiej. Latem 2012 i latem 2013 sięgnął po Superpuchar Węgier. Z kolei w sezonie 2014/2015 został z tym klubem mistrzem kraju.
| Sezon   | Klub           | Kraj  | Rozgrywki | Mecze | Bramki |
| ------- | -------------- | ----- | --------- | ----- | ------ |
| 2009/10 | Videoton FC II | Węgry | NB III    | 7     | 0      |
| 2010/11 | Videoton FC II | Węgry | NB II     | 17    | 0      |
| 2011/12 | Videoton FC    | Węgry | NB I      | 13    | 0      |
| 2011/12 | Videoton FC II | Węgry | NB II     | 8     | 0      |
| 2012/13 | Videoton FC    | Węgry | NB I      | 18    | 1      |
| 2013/14 | Videoton FC    | Węgry | NB I      | 21    | 0      |
| 2014/15 | Videoton FC    | Węgry | NB I      | 25    | 0      |
| 2015/16 | Videoton FC    | Węgry | NB I      |       |        |

## Kariera reprezentacyjna
Szolnoki ma w swojej karierze występy w młodzieżowych reprezentacjach Węgier. W dorosłej reprezentacji Węgier zadebiutował 5 czerwca 2014 w wygranym 4:0 towarzyskim meczu z Litwą, rozegranym w Debreczynie.